# 孙增荣
孙增荣（1903年—1986年），曾用名孙耀青，男，河南巩县人，中华人民共和国政治人物，曾任青海省政协副主席，第三届全国人大代表，第五届全国政协委员。